# 德国历史博物馆

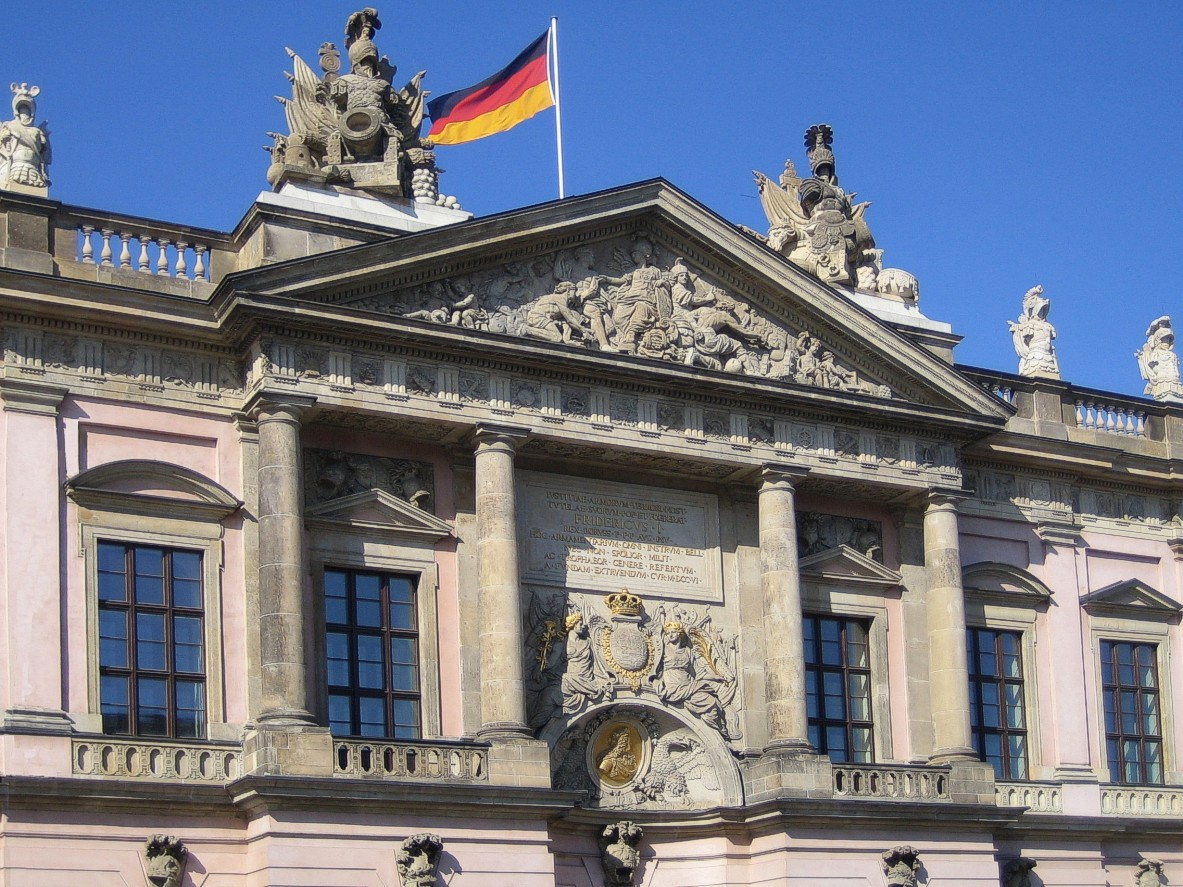
柏林军械库立面

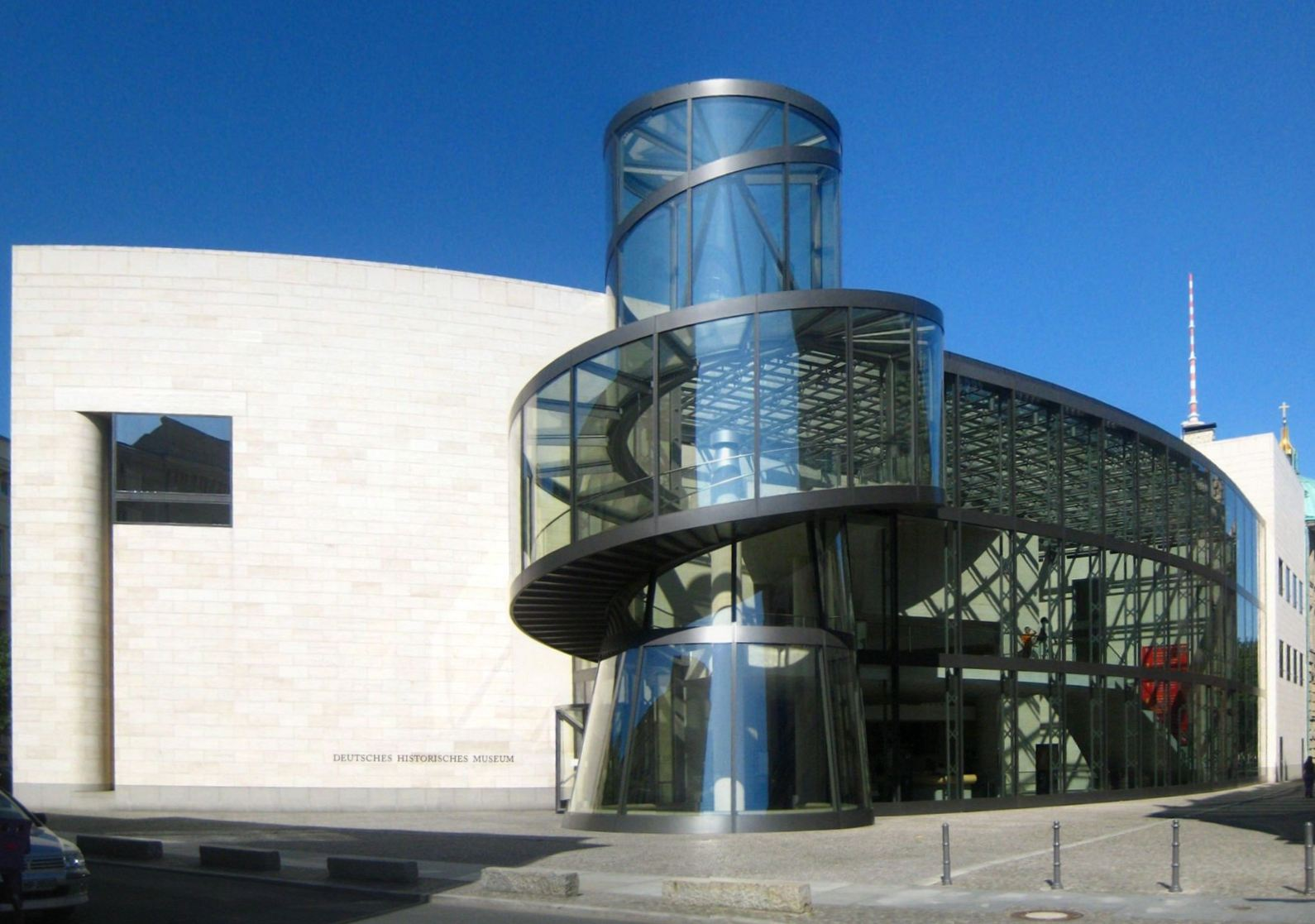
博物馆新翼

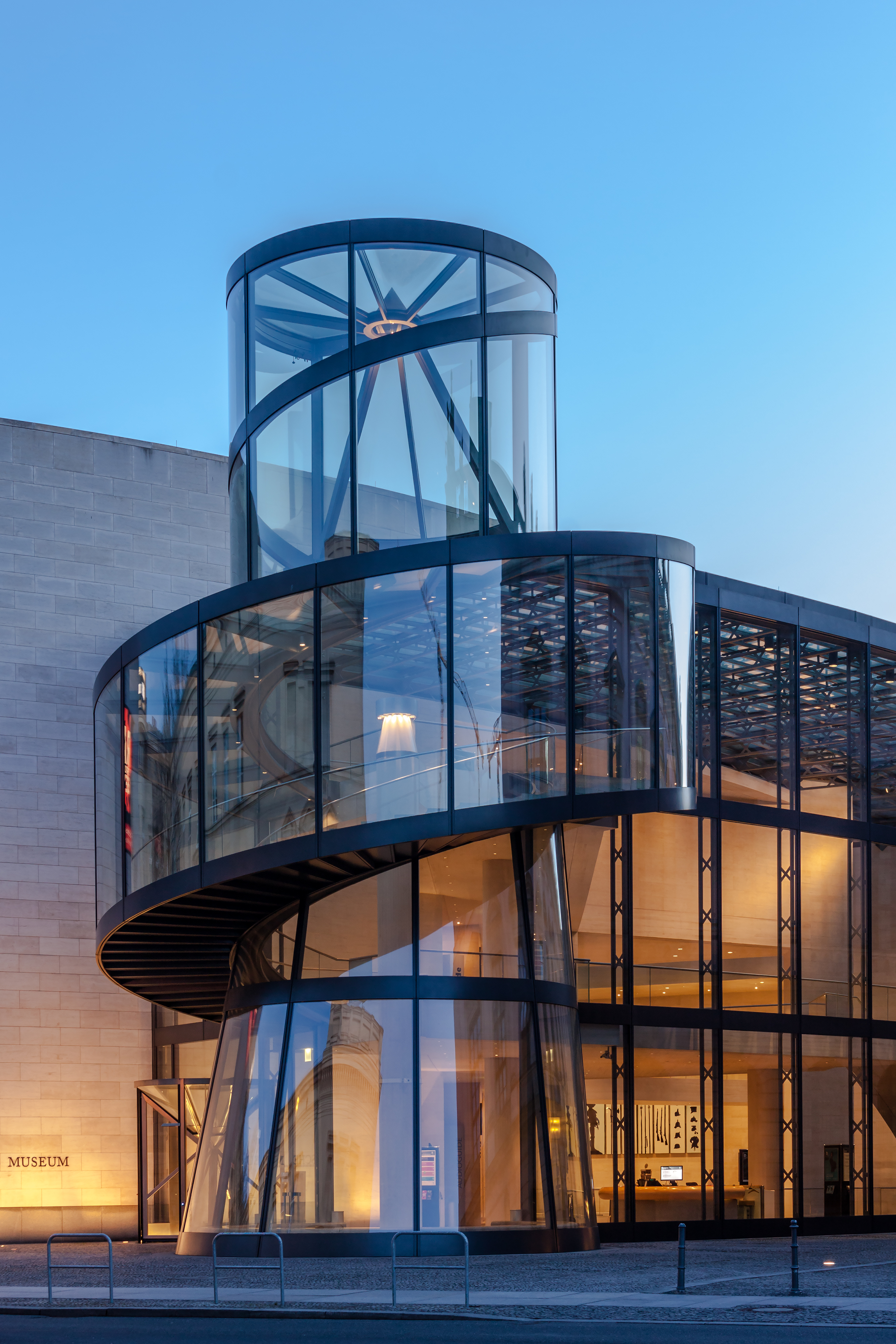
博物馆螺旋形樓梯塔，由贝聿铭设计

德国历史博物馆（Deutsches Historisches Museum，DHM）成立于1987年，由德国总理赫尔穆特·科尔和柏林市长迪普根（Eberhard Diepgen）创建于柏林建城750周年之际。它设在柏林中心的菩提树下大街最古老的建筑柏林军械库（建于1695年）。
2003年，由贝聿铭设计的博物馆新翼完成。2006年，军械库建筑修复后，永久展览对公众开放，主题为“两千年德国历史的图像和见证”。